# Listă de filme de Crăciun
Crăciunul sau Nașterea Domnului (nașterea lui Iisus Hristos / Isus Hristos / Isus Cristos) este o sărbătoare creștină celebrată la 25 decembrie (în calendarul gregorian) sau 7 ianuarie (în calendarul iulian) în fiecare an. Ea face parte din cele 12 sărbători domnești (praznice împărătești) ale Bisericilor bizantine, a treia mare sărbătoare după cea de Paști și de Rusalii. În anumite țări, unde creștinii sunt majoritari, Crăciunul e de asemenea sărbătoare legală, iar sărbătoarea se prelungește în ziua următoare, 26 decembrie: a doua zi de Crăciun. De la debutul secolului al XX-lea, Crăciunul devine și o sărbătoare laică, celebrată atât de către creștini cât și de către cei necreștini, centrul de greutate al celebrării deplasându-se de la participarea în biserică la rit spre aspectul familial al schimbului de cadouri sau, pentru copii, „darurilor de la Moș Crăciun”. 
Există numeroase producții cinematografice referitoare la Crăciun.

## Listă de filme
Aceasta este o listă de filme lansate în cinematografe care sunt în întregime, sau în mare parte, despre sărbătorea Crăciunului. Filmele din această listă prezintă întotdeauna referiri importante la simboluri ale acestei sărbători, cum ar fi reuniuni de familie, pomi (de Crăciun) și decorațiuni, Iisus copil și/sau Moș Crăciun. 
| Titlu                                                                                          | An   | Descriere |
| ---------------------------------------------------------------------------------------------- | ---- | --- |
| A Bad Moms Christmas (Mame bune și nebune 2)                                                   | 2017 | |
| A Christmas Horror Story                                                                       | 2015 | |
| A Nanny for Christmas (O dădacă de Crăciun)                                                    | 2010 | Trei persoane vor avea un Crăciun care le va schimba viața pentru totdeauna. |
| A Very Murray Christmas                                                                        | 2015 | Bill Murray (în rolul său) se îngrijorează că nimeni nu va apărea la emisiunea sa de televiziune din cauza unei viscol masiv în New York NYC care blochează întregul oraș. |
| All I Want for Christmas (Ce-mi doresc de Crăciun)                                             | 1991 | Doi copii plănuiesc ca de Crăciun să-și reunească părinții înstrăinați. |
| All Is Bright (Crăciunul e aproape)                                                            | 2013 | Doi franco-canadieni vând brazi de Crăciun în New York City. |
| All Mine to Give (Tot ce îți pot oferi)                                                        | 1957 | O familie scoțiană vine în Wisconsin și o duce bine până când o tragedie îi lovește în apropiere de Crăciun. |
| Almost Christmas                                                                               | 2016 | Cunoscut și ca A Meyers Christmas |
| Annabel's Wish (Visul Annabelei)                                                               | 1997 | O poveste emoționantă a sacrificiului de sine și de prietenie atunci când un tânăr vițel renunță la miracolul de Crăciun pentru a veni în ajutorul unui băiat. (Animație). |
| Arthur Christmas (Marea cursă de Crăciun)                                                      | 2011 | Cel mai tânăr fiu al lui Mos Craciun trebuie să livreze o bicicletă pentru o fată neglijată înainte să se termine noaptea de Crăciun. Film de animație 3-D/CGI. |
| Babes in Toyland (March of the Wooden Soldiers) (Țara Jucăriilor) (Marșul soldățeilor de lemn) | 1934 | Ucenicii (în producerea jucăriilor) Stannie Dum și Ollie Dee (Stan și Bran) îi salvează pe Tom Tom și Bo Peep de Bogeyland (adaptare liberă după opereta lui Victor Herbert). |
| Babes in Toyland (Țara Jucăriilor)                                                             | 1961 | Adaptare Disney după opereta lui Victor Herbert. |
| Bachelor Mother (Copilașul domnișoarei)                                                        | 1939 | O vânzătoare găsește și începe să aibă grijă de un copil abandonat în timpul Crăciunului. |
| Bad Santa ( Moșul cel rău)                                                                     | 2003 | Un om se deghizează în Moș Crăciun ca să jefuiască mai multe magazine în Ajunul Crăciunului. |
| Bad Santa 2 ( Moșul cel rău 2)                                                                 | 2016 | Willie Soke și tovarășii săi Marcus Skidmore și Thurman Merman au un plan de a fura banii Dianei. Totul este dat peste cap când mama lui Willie, Sunny Soke, sosește pe neașteptate. |
| Bernard and the Genie                                                                          | 1991 | Bernard este concediat și este părăsit de către prietena sa în Ajunul Crăciunului, care îi ia tot ce avea în apartament. Tot ceea ce îi rămâne este o lampă veche. Crăciunul devine brusc mai luminos atunci când el freacă lampa. |
| Beyond Tomorrow (Crăciunul de dincolo)                                                         | 1940 | Prima jumătate a acestui film de fantezie are loc în Ajunul Crăciunului și trei bătrâni se împrietenesc cu doi străini, un tânăr și o femeie, care le aduc înapoi portofelele lor. |
| The Bishop's Wife (Soția episcopului)                                                          | 1947 | Un înger îl ajută pe un episcop să-și pună în ordine prioritățile. |
| Black Christmas (Crăciun Negru)                                                                | 1974 | Un străin criminal terorizează fetele dintr-o frăție în timpul Sărbătorilor. |
| Blizzard                                                                                       | 2003 | Mătușa spune nepoatei sale o poveste despre un patinator pe gheață și despre un tânăr ren fermecat. |
| Bush Christmas                                                                                 | 1947 | În Australia, de Crăciun, cinci copii urmăresc hoții de cai prin munți. |
| The Candlemaker (Făuritorul de lumânări)                                                       | 1957 | Un producător de lumânări îi încredințează tânărului său fiu sarcina de a face lumânări pentru o biserică de Ajunul Crăciunului, în acest scurt desen animat. |
| The Cheaters (Trișorii)                                                                        | 1945 | Un fost actor alcoolic este invitat la cină de Crăciun de către o familie bogată. |
| Christmas at Maxwell's (Crăciunul la familia Maxwell)                                          | 2006 | Familia Austin are un Crăciun sumbru atunci când Suzie, extrem de bolnavă, își adună familia și petrec împreună ultimul lor Crăciun înainte ca ea să moară. |
| A Christmas Carol                                                                              | 1938 | Adaptare MGM a povestirii clasice a lui Charles Dickens, refăcută de nenumărate ori. |
| Colind de Crăciun                                                                              | 1951 | Titlu american al filmului Scrooge (vezi mai jos). |
| A Christmas Carol (Colind de Crăciun)                                                          | 1971 | Premiat cu premiul Oscar, această animație cu Alastair Sim și Michael Hordern recreează rolurile lor ca Scrooge și Fantoma lui Marley, narator Michael Redgrave; producător Chuck Jones. |
| Colind de Crăciun: Filmul                                                                      | 2001 | Povestea lui Dickens prezentată printr-un amestec de acțiune live și animație. |
| A Christmas Carol                                                                              | 2009 | Film produs de Walt Disney Pictures/ImageMovers Digital cu Jim Carrey. |
| Christmas Child (Crăciunul iubirii)                                                            | 2008 | O statuie cu miracolul Nașterii îl ajută pe un om să afle mai multe despre trecutul său. |
| Christmas Comes But Once a Year                                                                | 1936 | În acest scurt animat Grampy reface vechi jucării și aduce bucurie de Crăciun la un orfelinat. |
| Christmas Eve (Ajunul Crăciunului)                                                             | 1947 | Pentru a-și salva averea față de un nepot lacom, Matilda Reid trebuie să-și găsească cei trei fii pe care i-a pierdut prin adopție și să-i aducă acasă; acțiunea filmului are loc în Ajunul Crăciunului. |
| Christmas Eve (sau Stuck)                                                                      | 2015 | O pană de curent blochează șase grupuri diferite de newyorkezi în lifturi în Ajunul Crăciunului |
| Christmas Evil                                                                                 | 1980 | Un ucigaș psihopatic își petrece vacanta pedepsind obraznici ca Moș Crăciun. |
| Christmas Holiday (Vacanță de Crăciun)                                                         | 1944 | Un soldat învins ascultă cum o cântăreață de cabaret povestește despre fosta ei căsătorie cu un criminal condamnat. |
| Christmas in Boston sau Instant Message (Întâlnire cu surprize)                                | 2005 | Gina și Seth au fost prieteni prin corespondență timp de 13 ani, iar acum vor avea ocazia să se întâlnească. Ambii s-au folosit de cele mai bune imagini pe care le-au trimis fiecare celuilalt. |
| Christmas in Connecticut (Crăciun în Connecticut)                                              | 1945 | Un cronicar trebuie să-și distreze șeful și să joace rolul unui erou de război într-o vacanță. |
| Christmas in the Clouds (Un Crăciun în nori)                                                   | 2001 | O neînțelegere comică se petrece la o stațiune de schi nativ american în timpul vacanțelor. |
| Christmas Mountain                                                                             | 1981 | Un înger cowboy aduce câteva miracole în viața unor oameni. |
| Christmas in Wonderland (Crăciun în Țara Minunilor)                                            | 2007 | Un tată și cei trei copii ai săi se mută de la Los Angeles la Edmonton. În timp ce-și făcea cumpărăturile la Mall-ul West Edmonton, unde descoperă bani falși, prind falsificatorii din greșeală și fac o descoperire despre Moș Crăciun. |
| A Christmas Story (O poveste de Crăciun)                                                       | 1983 | Tot ceea ce vrea Ralphie de Crăciun este o pușcă cu aer comprimat BB Red Ryder. |
| Un conte de Noël (O poveste de Crăciun)                                                        | 2008 | O familie se reunește în cele mai rele condiții în timpul Crăciunului. |
| Il natale che quasi non fu                                                                     | 1966 | Un avocat avar încearcă să-l evacueze pe Moș Crăciun confiscând-i jucăriile. |
| Christmas with the Kranks (Crăciunul cu familia Krank)                                         | 2004 | Un cuplu decide să sară peste sărbătoarea Crăciunului pentru a salva bani pentru un concediu în Caraibe, stârnind indignarea vecinilor. Când fata lor se întoarce acasă cu iubitul ei pentru a petrece Crăciunul cu părinții ei, aceștia apelează tot la vecini pentru a-i ajută în organizarea unui Crăciun perfect. |
| Cup of Cheer                                                                                   | 2020 | Un film de comedie care parodiază filmele de televiziune de Crăciun de la Hallmark Channel, în care o jurnalistă se întoarce de Crăciun în orașul natal și se îndrăgostește de proprietarul unui magazin de ciocolată caldă.. |
| Comfort and Joy                                                                                | 1984 | Un DJ se recuperează după o despărțire și este prins într-o dispută dusă în timpul sărbătorilor de doi vânzători de înghețată. |
| Coopers' Christmas                                                                             | 2010 | O familie primește de Crăciun o cameră video și înregistrează peripeții prin care se descoperă neregulile familiei. |
| Creepers Christmas                                                                             | 2010 | Un băiat salvează un dragon cu o săptămână înainte de Crăciun. |
| Daddy's Home 2                                                                                 | 2017 | Continuare de Crăciun a filmului Daddy's Home din 2015 |
| Dear Santa (Cine-i Moș Crăciun?)                                                               | 1998 | Dl. Covington trebuie să învețe care este adevărata semnificație a Crăciunului. |
| Deck the Halls (Crăciun cu scântei)                                                            | 2006 | Vecini rivali se iau la harță când unul din ei decide să-și facă casa atât de luminoasă încât să poată fi văzută din spațiu. |
| Suzumiya Haruhi no shôshitsu                                                                   | 2010 | Haruhi și prietenii săi sunt pe cale să sărbătorească Crăciunul, dar când se trezește este surprins de faptul că prietenii nu-l mai recunosc sau nu urmează cursurile aceleași școli ca el. Este rândul lui Kyon să deslușească acest mister, înainte de Crăciun. |
| Don't Open till Christmas                                                                      | 1984 | Un criminal acționează pe străzile din Londra. |
| Elf                                                                                            | 2003 | Un om care crede că este un elf își caută familia sa prin New York. |
| Elves                                                                                          | 1989 | Neonaziștii impregnează o chelneriță adolescentă cu spiritul unui spiriduș de-al Moșului. |
| Ernest Saves Christmas (Ernest salvează Crăciunul)                                             | 1988 | Ernest P. Worrell îl ajută pe Moș Crăciun. |
| The Family Stone (Familia Stone)                                                               | 2005 | O femeie vrea să fie acceptată de Crăciun într-o gașcă ciudată. |
| The Family Man (O altă șansă)                                                                  | 2000 | Un agent de bursă (interpretat de Nicolas Cage) se trezește și află că mașina sa sport și iubita au devenit o mini-furgonetă și soție. |
| Fitzwilly                                                                                      | 1967 | Un majordom aduce fonduri activităților caritabile prin acțiuni ilegale, totul culminând cu încercarea de a jefui un magazin de Ajunul Crăciunului |
| Four Christmases (De Crăciun nu stăm acasă!)                                                   | 2008 | Un cuplu încearcă să-și vizite toți cei patru părinți divorțați în ziua de Crăciun. |
| Fred Claus (Fratele lui Moș Crăciun)                                                           | 2007 | Fratele mai nesuferit al Moșului este obligat să se mute la Polul Nord. |
| Friday After Next (Vineri, în ajun de Crăciun)                                                 | 2002 | Craig și Day Day încep locuri de muncă noi, ca agenți de pază în Ajunul Crăciunului, după ce un tâlhar îmbrăcat ca Moș Crăciun le jefuiește casa și le ruinează planurile de Crăciun. |
| Frozen River (Râul înghețat)                                                                   | 2008 | O mamă singură se apucă de afaceri de contrabandă pentru a-și ajuta familia de la Crăciun. |
| Gift Wrapped                                                                                   | 1952 | Film scurt de animație. Sylvester încearcă să-l prindă și să-l devoreze pe Tweety în dimineața de Crăciun. |
| The Great Rupert (A Christmas Wish) (O dorință de Crăciun)                                     | 1950 | O veveriță este antrenată să dea bani pentru familiile nevoiașe înainte de Crăciun. |
| Haos de Crăciun                                                                                | 2015 | Film de comedie despre întâlnirea a patru generații ale familiei Cooper în Ajunului Crăciunului, când o serie de vizitatori neașteptați și evenimente puțin probabile transformă noaptea cu susul în jos, ceea ce face ca toți să aibă o redescoperire surprinzătoare a obligațiunilor de familie și să reintre în spiritul sărbătorii. |
| Holidate (Iubiți de sărbători)                                                                 | 2020 | Sătui să fie singuri de Crăciun, doi străini acceptă să fie partenerul platonic al celuilalt pe tot parcursul anului, doar ca să prindă sentimente reale pe parcurs. |
| Holiday Affair                                                                                 | 1949 | Film romantic despre întâlnirea de Crăciun dintre o tânără văduvă și un vânzător. Refăcut pentru televiziune în 1996 ca Holiday Affair. |
| The Hebrew Hammer (Cel mai tare detectiv)                                                      | 2003 | Un evreu ortodox salvează sărbătoarea evreiască Hanuka din “ghearele” fiului lui Moș Crăciun. |
| Hjem til jul (Acasă de Crăciun)                                                                | 2010 | După ce este prezentat un prolog într-un sat sfâșiat de război în Iugoslavia, filmul prezintă mai multe festivități cu ocazia Crăciunului care au loc în Skogli, un sătuc din Norvegia |
| Ho Ho Ho                                                                                       | 2009 | Horațiu, un băiețel de 8 ani care încă mai crede în Moș Crăciun, primește drept cadou de Sărbători o zi la mall. Ceea ce ar fi trebuit să fie o zi normală de Crăciun se transformă însă într-o adevarată aventură în momentul în care copilul se pierde de mama sa. |
| Ho Ho Ho 2: O loterie de familie                                                               | 2012 | Ema, o fetiță orfană de 10 ani, refuză să își mai accepte viața la un orfelinat din București. Într-o zi, ea găsește un bilet de loterie câștigător pe jos în curtea școlii, dar constată că biletul poate fi câștigat numai de un adult. Ea crede că aceasta este șansa ei de a-și găsi o familie care să o adopte. |
| Holiday Inn (Hanul melodiilor)                                                                 | 1942 | Muzicienii se pregătesc de un Crăciun liniștit la o cabana comodă. |
| The Holiday (Vacanța)                                                                          | 2006 | Două femei (una din Anglia și una din SUA) fac schimb de case de sărbători și întâlnesc fiecare bărbatul mult-visat. |
| The Holly and the Ivy                                                                          | 1952 | Un cleric englez se reunește de Crăciun cu copii săi. |
| Home Alone (Singur acasă)                                                                      | 1990 | Un băiețel, Kevin, este lăsat singur acasă de către familia sa de Crăciun. |
| Home Alone 2: Lost in New York (Singur acasă 2: Pierdut în New York)                           | 1992 | Kevin ajunge de Crăciun din greșeală la New York. |
| Homeless for the Holidays                                                                      | 2009 | Familia unui bărbat este pe punctul de a pierde totul chiar înainte de Crăciun. |
| How the Grinch Stole Christmas (Cum a furat Grinch Crăciunul)                                  | 2000 | O creatură cu blană verde vrea să strice Crăciunul locuitorilor din Whoville. |
| How the Grinch Stole Christmas (Cum a furat Grinch Crăciunul)                                  | 2018 | Adaptare animată. |
| The Ice Harvest (Semeni vânt, culegi furtună!)                                                 | 2005 | O lovitură aparent perfectă în Ajunul Crăciunului scapă de sub control. |
| I'll Be Home for Christmas (De Crăciun mă întorc la tine)                                      | 1998 | Un student de colegiu află cât este greu să ajungă acasă de Crăciun. |
| I'll Be Seeing You                                                                             | 1944 | Un veteran de război dă peste o poveste de dragoste ce implică permisia prizonierilor în timpul sărbătorilor. |
| I Saw Mommy Kissing Santa Claus (Mama l-a pupat pe Moș Crăciun)                                | 2002 | Când un băiețel o găsește pe mama sa sărutându-l pe Moș Crăciun, decide să fie obraznic pentru ca Moș Crăciun să evite casa lor și astfel părinții lui să nu divorțeze. |
| It Happened on Fifth Avenue                                                                    | 1947 | Un vagabond ocupă un conac al unui milionar din New York în fiecare Crăciun, în timp ce pleacă împreună cu familia în Florida. “Gluma se îngroașă” atunci când familia se întoarce mai devreme decât se aștepta. |
| It's a Wonderful Life (O viață minunată)                                                       | 1946 | Încercând să se sinucidă în Ajunul Crăciunului, un om este salvat de un înger păzitor care îi prezintă cum ar fi arătat orașul său natal dacă nu ar fi trăit niciodată. |
| Jack Frost (Omul de zăpadă ucigaș)                                                             | 1996 | Un om de zăpadă ucigaș terorizează un orășel în timpul sărbătorilor. |
| Jack Frost                                                                                     | 1998 | Un tată primește o a doua șansă ca om de zăpadă. |
| J'ai Rencontré Le Père Noël (Cred în Moș Crăciun!)                                             | 1984 | Un băiat și o fată iau un avion spre Laponia pentru a-l vizita de Moș Crăciun, și îl roagă să-i salveze pe părinții băiatului, care au fost răpiți în Africa. |
| Jingle All the Way (Goana după cadou)                                                          | 1996 | Un tată, în timp ce caută jucăria preferată de sărbători, află care este adevărata semnificație a Crăciunului. |
| Joyeux Noël (en. Merry Christmas) (ro. Crăciun fericit)                                        | 2005 | Are loc încetarea focurilor în tranșeele din Primul Război Mondial datorită „Armistițiului de Crăciun” din 1914. |
| Just Friends (Prieteni și atât)                                                                | 2005 | Chris Brander se întoarce la New Jersey pentru a-și cuceri dragostea din liceu. |
| The Lemon Drop Kid                                                                             | 1951 | După ce Lemon Drop Kid (Bob Hope) o împiedică din greșeală pe fata lui Moose Moran să parieze pe calul câștigător, este obligat să facă rost de 10.000$ pentru a-l plăti pe gangsterul furios. Din fericire a venit Crăciunul, perioadă în care oamenii pot fi convinși să dea bani pentru cauze nobile. |
| A Lively Christmas Eve                                                                         | 1962 | În Ajunul Crăciunului, un veteran comunist descoperă cu uimire că fiica sa e pe cale să se căsătorească cu un dizident. Se împacă după ce tânărul reîmbrățișează doctrina socialistă. Deși în film se regăsește Moș Crăciun, o reuniune de familie și un brad de Crăciun (decoratat fcu sputnikuri), acesta ignorcă connotațiile acestei sărbători. |
| Little Women                                                                                   | 1994 | În preajma sărbătorilor, vedem câteva povești de iubire și de familie înduioșătoare care cuceresc prin decența și inocența lor. |
| Love Actually (Pur și simplu dragoste)                                                         | 2003 | Filmul prezintă povestea de dragoste a opt cupluri foarte diferite de-a lungul unei luni înainte de Crăciun în Londra. |
| Lovely, Still (Prima iubire)                                                                   | 2008 | Un burlac în vârstă devine romantic cu vecina sa văduvă în timpul sezonului de Crăciun, cu rezultate neașteptate. |
| The Magic Christmas Tree                                                                       | 1964 | Un băiat folosește un inel magic pentru a face ca un brad de Crăciun să prindă viață. Copacul îi va îndeplini apoi băiatului trei dorințe. |
| Margie Claus                                                                                   | 2019 | |
| Make the Yuletide Gay                                                                          | 2009 | Un student homosexual încearcă să-și ascundă orientarea sa sexuală față de părinții săi, atunci când merge acasă de Crăciun. |
| The Man Who Came to Dinner (Un musafir de pomină)                                              | 1942 | Un om de radio faimos dar țâfnos din New York le face viața grea membrilor familiei din Ohio la care stă. |
| The Man Who Invented Christmas                                                                 | 2017 | Despre Charles Dickens |
| Mickey's Christmas Carol                                                                       | 1983 | Adaptarea făcută de Disney după povestea clasică scrisă de Charles Dickens. |
| Miracle on 34th Street (Miracolul din Strada 34) (Miracolul de pe strada 34)                   | 1947 | Moș Crăciun reușește să facă o fetiță să creadă că sărbătoarea Crăciunului este reală. Refăcut pentru televiziune în 1955, 1959, 1973. |
| Miracle on 34th Street (Miracolul din Strada 34)                                               | 1994 | Refacere cinematografică. |
| Mixed Nuts (Încurcături sentimentale)                                                          | 1994 | Crăciunul la o linie telefonică de urgență. |
| The Muppet Christmas Carol (Muppet - Colindă de Crăciun)                                       | 1992 | Păpușile lui Jim Henson refac atmosfera celei mai cunoscute creații ale lui Charles Dickens. |
| National Lampoon's Christmas Vacation (Un Crăciun de neuitat)                                  | 1989 | Planurile familiei Griswold se transformă ca de obicei în dezastre, de data aceasta de Crăciun. |
| Nativity! (Povestea nașterii)                                                                  | 2009 | O comedie în care un profesor se chinuie cu elevii săi pentru a pune în scenă o piesă având ca subiect Nașterea Domnului. |
| The Nativity Story (Povestea nașterii Domnului)                                                | 2006 | Povestea biblică a nașterii lui Iisus Hristos. |
| The Night Before                                                                               | 2015 | Trei prieteni decid să mai petreacă în stilul lor un ultim Ajun al Crăciunului în New York City |
| The Night Before Christmas                                                                     | 1941 | Tom and Jerry se luptă în timpul Ajunului Crăciunului. |
| The Nightmare Before Christmas (Coșmar înainte de Crăciun)                                     | 1993 | Locuitorii din Ținutul Halloweenului realizează un număr de Crăciun. |
| Noel                                                                                           | 2004 | O serie de evenimente fac ca cinci străini disperați care se pierd în New York de Ajunul Crăciunului să se întâlnească.. |
| Nothing Like the Holidays (Crăciunul familiei Rodriguez)                                       | 2008 | O familie din Puerto Rico, care trăiesc în Humboldt Park, Chicago, petrec ceea ce ar putea fi ultimul lor Crăciun împreună. |
| O. Henry's Full House (Casa plină)                                                             | 1952 | Film bazat pe cinci povestiri renumite ale autorului O. Henry, trei dintre ele având loc în timpul Crăciunului: The Cop and the Anthem, The Last Leaf & The Gift of the Magi. Narator John Steinbeck; filmul este realizat de cinci regizori celebri (Henry Koster, Henry Hathaway, Jean Negulesco, Howard Hawks, Henry King) și beneficiază de apariția a numeroase vedete (Fred Allen, Anne Baxter, Jeanne Crain, Farley Granger, Charles Laughton, Oscar Levant, Marilyn Monroe etc). |
| Office Christmas Party (Super party la birou)                                                  | 2016 | |
| One Magic Christmas                                                                            | 1985 | De Crăciun apare un înger care îi explică unei tinere mame însemnătatea acestei sărbători. |
| The Perfect Holiday                                                                            | 2007 | O tânără îi cere Moșului din mall să-i găsească un nou soț pentru mama sa divorțată. |
| The Planet of Junior Brown (Junior's Groove)                                                   | 1997 | Un tânăr pianist cu o mamă severă se retrage într-o lume fantastică și ajunge să trăiască o viață mai bună pe durata Crăciunului. |
| Prancer                                                                                        | 1989 | O fată are grijă de un ren rănit și crede că este unul dintre renii lui Moș Crăciun. |
| The Preacher's Wife (Dragoste de înger)                                                        | 1996 | Refacere a filmului The Bishop's Wife din 1947. |
| The Polar Express (Expresul polar)                                                             | 2004 | Un tren magic ia un băiețel și alți copii care nu mai cred în Moș Crăciun până la Polul Nord, pentru a-l întâlni chiar pe Moș Crăciun. |
| Poveste de Crăciun (finlandeză: Joulutarina)                                                   | 2007 | Un film finlandez care prezintă povestea unui orfan numit Nikolas care devine Moș Crăciun. |
| Rare Exports: A Christmas Tale (Povestea de Crăciun                                            | 2010 | Film de fantezie finlandez regizat de Jalmari Helander despre vânători în munții Korvatunturi care au descoperit secretul teribil din spatele lui Moș Crăciun. |
| Remember the Night                                                                             | 1940 | Un om cu un viitor strălucit în politică se îndrăgostește de o hoață înainte de Crăciun. |
| Rudolph the Red-Nosed Reindeer: The Movie                                                      | 1998 | Un film despre Rudolph care trece de la nimic la erou. |
| Santa Claus                                                                                    | 1959 | Moș Crăciun se luptă cu demoni din spațiu. |
| Santa Claus Conquers the Martians                                                              | 1964 | Marțienii îl răpesc pe Moș Crăciun (John Call) pentru că nu există nimeni pe Marte care să ofere copiilor cadouri. |
| Santa Claus: The Movie                                                                         | 1985 | Film „biografic” cu buget mare despre omul gras în costum roșu (David Huddleston); produs de echipa care a realizat și primul film al lui Christopher Reeve cu Superman. |
| The Santa Clause (Cine este Moș Crăciun? )                                                     | 1994 | Când Moș Crăciun cade de pe acoperiș și din el numai rămâne decât haina, altcineva trebuie să-și asume acest rol. |
| The Santa Clause 2: The Mrs Clause (Moș Crăciun caută Crăciuniță)                              | 2002 | Continuare a filmului din 1994 The Santa Clause; Moș Crăciun trebuie să-și găsească soție, de aceea în locul lui este pus un moș de plastic. |
| The Santa Clause 3: The Escape Clause (Familia lui Moș Crăciun)                                | 2006 | Moș Crăciun se luptă cu Jack Frost care i-a luat locul. |
| Santa's Slay                                                                                   | 2005 | În acest film de horror și comedie se dezvăluie faptul că Moșul ar fi un demon care a pierdut un pariu cu un înger, iar la finalul perioadei de restricție din pariu se întoarce la planurile sale diabolice. |
| Santa with Muscles (Mos Crăciun cu mușchi)                                                     | 1996 | Un milionar diabolic devine amnezic și se crede Moș Crăciun. |
| Scrooge                                                                                        | 1935 | O adaptare cinematografică timpurie a povestirii Colind de Crăciun de Charles Dickens avându-l ca actor principal pe Sir Seymour Hicks. |
| Scrooge                                                                                        | 1951 | O adaptare cinematografică a povestirii cu fantome a lui Dickens. Această ecranizare, cu Alastair Sim ca Ebenezer Scrooge, este unanim considerată ca fiind cea mai bună. |
| Scrooge                                                                                        | 1970 | O adaptare musical a poveștii lui Dickens, avându-l pe Albert Finney în rol principal. |
| Scrooged (Poveste trăsnită de Crăciun)                                                         | 1988 | O interpretare modernă, plină de umor negru, a poveștii lui Dickens, cu un producător TV jucat de Bill Murray. |
| The Shanty Where Santy Claus Lives                                                             | 1933 | Moș Crăciun aduce un băiat orfan și sărac la atelierul său în această animație de scurt-metraj marca Merrie Melodies. |
| The Shop Around the Corner (Magazinul de după colț)                                            | 1940 | Doi angajați de la un magazin de cadouri abia se pot suporta unul pe altul, fără să își dă seama că au o poveste de dragoste prin corespondența anonimă. Refăcut ca In the Good Old Summertime (1949) sau You've Got Mail (1998). |
| Silent Night, Bloody Night                                                                     | 1974 | Mai multe crime au loc în Ajunul Crăciunului în timp ce se încearcă vânzarea unei case abandonate. |
| Silent Night, Deadly Night                                                                     | 1984 | Film controversat despre un Moș Crăciun ucigaș. |
| Silent Night, Deadly Night Part 2                                                              | 1987 | Fratele mai mic al ucigașului începe pe cont propriu o „sindrofie” de omoruri după ce a evadat dintr-un spital de boli mintale. Filmul este continuat de trei continuări direct-pe-video (vezi mai jos). |
| Stalking Santa                                                                                 | 2006 | Dr. Lloyd Darrow se auto-proclamă drept „Crăciunolog” și încearcă să dovedească existența lui Moș Crăciun. |
| Surviving Christmas (Un Crăciun printre străini)                                               | 2004 | Un tânăr și cinic milionar plătește o familie să petreacă Crăciunul cu el. |
| Susan Slept Here (Susan a dormit aici)                                                         | 1954 | În timpul sărbătorilor de Crăciun un scenarist de la Hollywood o găzduiește pe Debbie Reynolds, o delicventă juvenilă. |
| Tenth Avenue Angel                                                                             | 1948 | O copilă dintr-o casă de săraci îl ajută pe un fost condamnat să înceapă o viață nouă pe măsură ce Crăciunul se apropie și află că vitele stau în genunchi la miezul nopții înainte de Ajunul Crăciunului, în memoria nașterii lui Iisus. |
| The Christmas Secret                                                                           | 2014 | O mamă divorțată încearcă să își protejeze copiii, după ce fostul său soț încearcă să o discrediteze prin numeroase mijloace. În același timp, Jason este concediat și începe să lucreze în magazinul bunicilor săi. De aici, vor rezulta niște situații interesante și se vor țese povești frumoase de Crăciun. |
| This Christmas (Acasă de Crăciun)                                                              | 2007 | Familia Whitfield își petrece primul Crăciun în familie după mult timp. |
| Toy Tinkers                                                                                    | 1949 | Chip și Dale îi fură nucile lui Donald Duck folosindu-se de o varietate de jucării de Crăciun. (Animație) |
| Trading Places (Pariul)                                                                        | 1983 | Un om bogat și unul sărac fac schimb de clase sociale în cadrul unui experiment. |
| Trapped in Paradise (Prizonieri în paradis)                                                    | 1994 | Ospitalitatea orășenilor îi înduioșează pe hoți în timpul Crăciunului. |
| 'Twas the Night Before Christmas                                                               | 1914 | Un băiat primește șansa de a călători în sania Moșului. |
| Unaccompanied Minors (Grounded) (Minori fără însoțitori)                                       | 2006 | Un grup de copii își fac propria sărbătoare în timp ce sunt blocați într-un aeroport după Crăciun. |
| Vacanze di Natale                                                                              | 1983 | De Crăciun, în 1983, două familii diferite se ciocnesc în Cortina d'Ampezzo. Vezi și Vacanze di Natale '90 (1990), Vacanze di Natale '91 (1991), Vacanze di Natale 2000 (1999) sau Vacanze di Natale a Cortina (2011). |
| A Very Harold & Kumar 3D Christmas (A Very Harold & Kumar Christmas)                           | 2011 | Câțiva drogați pornesc într-o misiune pentru a găsi un înlocuitor pentru un pom de Crăciun care a ars. |
| What Would Jesus Buy?                                                                          | 2007 | Documentar despre comercializarea Crăciunului în America. |
| While You Were Sleeping (În timp ce tu dormeai)                                                | 1995 | După ce o lucrătoare de tranzit singuratică salvează un om în ziua de Crăciun, ea petrece sărbătorile împreună cu familia sa și se preface a fi logodnica lui în timp ce el se află în comă. |
| White Christmas (Crăciun alb)                                                                  | 1954 | Ca și în Holiday Inn, câțiva muzicieni aduc versurile lui Irving Berlin la Vermont Lodge. (Povestea, cu toate acestea, nu este o refacere.) |
| We're No Angels (Nu suntem îngeri)                                                             | 1955 | Un trio de deținuți evadați (Humphrey Bogart, Peter Ustinov și Aldo Ray) și șarpele lor, Adolph, ajută un patron de magazin și pe soția sa să evite falimentul, dar și pe fiica lor, care își găsește dragostea adevărată chiar în Ajunul Crăciunului. |
| Rise of the Guardians (Cinci eroi de legendă)                                                  | 2012 | Prezintă povestea Gardienilor (Nord sau Moș Crăciun, Zâna Măseluță, Bunnymund sau Iepurașul de Paște și Sandman sau Moș Ene), care-l angajează pe Jack Frost să-l oprească pe Pitch să arunce lumea în întuneric |
| Switchmas (Ira Finkelstein's Christmas)                                                        | 2012 | Ira Finkelstein vrea ca visele sale de Crăciun să devină adevărate. Adaptare a Prinț și cerșetor. |
| Angels Sing                                                                                    | 2013 | Un om încearcă să-și refacă spiritul de sărbători după un accident tragic. |
| Black Nativity                                                                                 | 2013 | Un adolescent înțelept de pe străzile Baltimore-ului crescut de către o mamă singură merge la New York NYC pentru a- petrece Crăciunul cu rudele sale înstrăinate. |
| The Christmas Candle                                                                           | 2013 | Bazat pe un roman. În satul englez Gladbury există o legendă care spune că la fiecare douăzeci și cinci ani un înger vizitează făuritorul de lumânări al satului și atinge o singură lumânare. Cine aprinde lumânarea de Crăciun va avea parte de un miracol în Ajunul Crăciunului. Dar, în 1890, satul va fi electrificat... |
| The Christmas Chronicles (Cronicile Crăciunului)                                               | 2018 | Povestea surorii și fratelui, Kate și Teddy Pierce, al căror plan din Ajunul Crăciunului de a-l surprinde pe Moș Crăciun cu camera se transformă într-o călătorie neașteptată la care majoritatea copiilor doar ar putea visa. |
| The Christmas Chronicles 2 (Cronicile Crăciunului 2)                                           | 2020 | Câțiva ani mai târziu, Kate Pierce și Jack Booker îl ajută pe Moș Crăciun să salveze Polul Nord. |
| The Christmas Kid                                                                              | 1967 | Un șerif corupt, care s-a născut în ziua de Crăciun, decide să-și schimbe obiceiurile și să meargă împotriva celui mai puternic om din oraș. |
| Merry Friggin' Christmas                                                                       | 2014 | După ce își dă seama că a uitat acasă toate darurile pentru fiul său, Boyd pornește la drum cu tatăl său într-o încercare de a le recupera, având doar 8 ore înainte de răsărit. Ultimul film cu Robin Williams |